# Castéras
Castéras är en kommun i departementet Ariège i regionen Occitanien i södra Frankrike. Kommunen ligger  i kantonen Le Fossat som ligger i arrondissementet Pamiers. År 2022 hade Castéras 22 invånare.

## Befolkningsutveckling
Antalet invånare i kommunen Castéras
Referens: INSEE